# Cuscomys ashaninka
Cuscomys ashaninka is een zoogdier uit de familie van de chinchillaratten (Abrocomidae). De soort werd in 1999 beschreven en leeft in Peru.
Cuscomys ashaninka werd eind jaren negentig in de Cordillera de Vilcabamba, onderdeel van de Peruaanse Andes, nabij de Inca-ruïnes van Macchu Picchu voor het eerst waargenomen. Deze soort heeft een lichaamslengte van 30 cm, een staart van 20 cm en  is stevig gebouwd met flinke klauwen.